# هایترزهایم
شهر هایترزهایمدر ایالت بادن-وورتمبرگ در کشور آلمان واقع شده‌است.